# Electric Pencil
Das Computerprogramm Electric Pencil, das im Jahre 1976 veröffentlicht wurde, war das erste Textverarbeitungsprogramm für Heimcomputer.

## Entwicklungsgeschichte
Das Programm wurde ab 1975 von dem US-amerikanischen Programmierer Michael Shrayer entwickelt. Die erste Version erschien für den MITS Altair 8800. In der Folgezeit bis 1980 wurden 78 verschiedene Versionen für unterschiedliche Computer und Betriebssysteme erstellt, u. a. für den Processor Technology Sol-20, den NorthStar Horizon und TRS-80.
Im Januar 1981 übernahm die Firma IJG Computer Services den Vertrieb des Produkts. Dale Buscaino und Scott Daniel von Progressive Software Design fertigten 1982 eine Version für den IBM-PC an.
Electric Pencil wurde 1986 an die Electric Software Corporation weiterverkauft.
In Deutschland wurde das Programm von der Firma Ing. W. Hofacker GmbH in Holzkirchen bei München vertrieben.
Das Programm Electric Pencil wurde in der 8080 Maschinensprache geschrieben und konnte daher auch auf allen Rechnern benutzt werden, die einen Zilog Z80-Prozessor hatten.
Die Popularität nahm nach der Veröffentlichung des Programms WordStar wieder ab.

## Versionen
- 1978: Electric Pencil II – für CP/M und TRSDOS
- 1982: Electric Pencil 2.0
- 1987: Electric Pencil 3.0 – IBM PC